# Girugamesh
Girugamesh (jap. ギルガメッシュ girugamesshu;  pochodzi od Gilgamesza, jako logo w celach marketingowych nazwa zapisywana jest girugämesh) – utworzony w 2003 roku japoński zespół metalowy i rockowy, w którego twórczości zauważalne były wpływy takich gatunków jak industrial, nu-metal, metalcore, muzyka elektroniczna, heavy metal, czy metal alternatywny. Formacja zaliczana była do nurtu visual kei. Zespół zakończył działalność 10 lipca 2016 roku dając ostatni koncert.
Powrócili 2 lutego 2022 roku, wydając cyfrowy singel zatytułowany „engrave”.

## Ostatni skład
- Satoshi (jap. 左迅) – wokal, teksty[7]
- Ni (jap. 弐) – gitara
- ShuU (jap. 愁) – gitara basowa
- Яyo (jap. リョウ) – perkusja, twórca utworów[7]

## Byli członkowie
- Cyrien – partie wokalne (2003) – aktualnie śpiewa w zespole Sel’m
- Hotaru (jap. 蛍) – gitara (2003–2004)

## Dyskografia

### Albumy
- 13’s Reborn (27.09.2006)
- Girugamesh (26.12.2007)
- Music (5.11.2008)
- NOW (16.12.2009)
- GO (26.01.2011)
- Monster (27.11.2013)
- LIVE BEST (26.03.2014)

### Minialbumy
- Goku -Shohan gata enban- (25.05.2005)
- Reason of crying (18.07.2007)
- gravitation (24.09.2014)
- Chimera (20.01.2016)

### Single
- Kaisen Sengen ~ Kikaku Kata Enban- (15.08.2004)
- Kaisen Sengen ~ Kikaku Kata Enban [Second Press] (27.10.2004)
- Kuukyo no Utsuwa-Kyo Saku Kata Enban- (25.12.2004) (25.01.2005)
- Kosaki Uta ~ Kaijou Kata Enban (20.04.2005)
- Kyozetsu Sareta Tsukue ~ Tandoku Kata Enban (14.09.2005)
- Fukai no Yami ~ Mayosake Kata Enban (14.09.2005)
- Honno Kaiho – Kakuseigata Enban (30.11.2005)
- Risei Kairan Ranchogata Enban (30.11.2005)
- Rei -Zero ~ Mukei Kata Enban (5.04.2006)
- omae ni sasageru minikui koe (12.04.2006)
- ALIVE (10.06.2009)
- Border (5.08.2009)
- crying rain (7.10.2009)
- COLOR (7.07.2010)
- Inochi no ki (6.10.2012)
- Zecchou BANG!! (4.07.2012)
- Zan tetsu ken (26.09.2012)
- INCOMPLETE (11.09.2013)
- Period (10.07.2016)

### Digital Single
- pray (13.04.2011)
- engrave (02.02.2022)

### DVD
- 【volcano】(14.03.2007)
- CRAZY CRAZY CRAZY (3.06.2009)
- Gaisen Kouen „CHIBA” (22.02.2012)